# UFC Fight Night: Muniz vs. Allen
UFC Fight Night: Muniz vs. Allen (también conocido como UFC Fight Night 220, UFC on ESPN+ 78 y UFC Vegas 70) fue un evento de artes marciales mixtas producido por Ultimate Fighting Championship que tuvo lugar el 25 de febrero de 2023 en las instalaciones del UFC Apex en Enterprise, Nevada, parte del área metropolitana de Las Vegas, Estados Unidos.

## Antecedentes
Se esperaba que el combate de peso semipesado entre Nikita Krylov y Ryan Spann encabezara el evento. Sin embargo, el combate se canceló durante la retransmisión porque Krylov se puso enfermo. Como resultado, el combate de peso medio entre André Muniz Brendan Allen, se convirtió en el nuevo evento principal.
Un combate de peso ligero entre Jordan Leavitt y Victor Martinez tuvo lugar en este evento. Anteriormente estaban programados para enfrentarse en UFC on ESPN: Luque vs. Muhammad 2 pero Martinez se retiró del evento debido a razones no reveladas.
Se esperaba un combate femenino de peso mosca entre Cortney Casey y Jasmine Jasudavicius para este evento. Sin embargo, Casey se retiró del evento debido a una razón médica no revelada y fue sustituida por Gabriella Fernandes.
Se esperaba un combate de peso pluma entre Andre Fili y Lucas Almeida para este evento. Sin embargo, Fili se vio obligado a retirarse del combate debido a una operación ocular de urgencia y el combate se canceló.
Se esperaba un combate de peso mosca entre Ode' Osbourne y Denys Bondar para este evento. Sin embargo, Bondar se retiró del evento por razones no reveladas y fue sustituido por Charles Johnson en un peso de 130 libras.
Se esperaba que Erick Gonzalez se enfrentara a Darrius Flowers y Trevor Peek a Alex Reyes en combates de peso ligero respectivamente en este evento. Sin embargo, por razones desconocidas, tanto Flower como Reyes fueron retirados del evento y Peek fue programado para enfrentarse a Gonzalez en su lugar.
Se esperaba un combate de peso gallo entre Garrett Armfield y Jose Johnson para este evento. Sin embargo, el emparejamiento se canceló tras la retirada de Johnson por un problema médico.
Se esperaba un combate femenino de peso gallo entre Hailey Cowan y Ailin Pérez para este evento. Sin embargo, un día antes del evento, Cowan se retiró por enfermedad y el combate se canceló.

## Resultados
1. ↑  A Aliev se le descontó 1 punto en el primer asalto debido a un mordisco.

## Premios de bonificación
Los siguientes luchadores recibieron bonificaciones de $50000 dólares.
- Pelea de la Noche: No se concedió ninguna bonificación.
- Actuación de la Noche: Brendan Allen, Tatiana Suarez, Mike Malott, Trevor Peek, Jordan Leavitt y Joe Solecki